# Герлах, Этьен Константин
Этьен Константен де Герлах (фр. Étienne Constantin de Gerlache; 25 декабря 1785 — 10 февраля 1871) — бельгийский государственный деятель и писатель, юрист, барон.
Во время объединения Бельгии с Голландией (1815—1830) принадлежал к оппозиции. После революции 1830 года Герлах был президентом комиссии по составлению проекта конституции и президентом Национального конгресса; стоял во главе депутатов, поднесшей принцу Леопольду бельгийскую корону.
Назначенный в 1832 году президентом Кассационного суда, Герлах оставил политическое поприще, но вернулся к нему ещё раз в 1839 году, когда с успехом защищал на Лондонской конференции интересы Бельгии в территориальном споре с Голландией. В церковных вопросах Герлах был ревностным сторонником ультрамонтанских воззрений.
Из сочинений Герлаха наиболее известны: «Souvenirs historiques du pays et de la principauté de Liège» (1825; 2-е изд., 1842); «Révolution de Liège sous Louis de Bourbon» (1831); «Essais sur les grandes époques de notre histoire nationale» (4 изд., 1880); «Histoire de Liège» (3 изд., 1875); «Études sur Salluste» (4 изд., 1880); «Histoire du royaume des Pays-Bas 1814—1830» (4 изд., 1875). Его «Œuvres complètes» появились в 1875.